# Niebla y sol
Niebla y sol és una pel·lícula espanyola de 1951 dirigida per José María Forqué. Comptava com a protagonista amb Antonio, el ballarí. El guió fou realitzat per José María Forqué, Pedro Lazaga i Horacio Ruiz de la Fuente.

## Argument
El compositor Jaime es retira a un petit poble de Galícia per la malaltia de la seva esposa, Isabel. Allí compondrà un ballet pels ballarins Antonio i Rosario, ja que els ho va prometre. Isabel, alhora, es retroba amb un antic amant, qui li demana que torni amb ella, però ella s'hi nega i empitjora la seva malaltia. En morir deixa una carta a Jaime on li confessa la seva infidelitat i li demana perdó, i aquest, enfurismat, s'enfronta violentament a l'amant de la seva esposa.

## Repartiment
- Antonio
- Xan das Bolas
- Modesto Cid
- Roberto Font
- Mara Jerez
- Francisco Melgares
- José María Mompín
- Carlos Muñoz - Jaime
- Consuelo de Nieva
- María Dolores Pradera
- Rosario
- Asunción Sancho - Isabel
- Julio Sanjuán
- Aníbal Vela